# مقاطعة ماتاغوردا (تكساس)
مقاطعة ماتاغوردا (بالإنجليزية: Matagorda  County)‏ هي إحدى المقاطعات في ولاية تكساس، الولايات المتحدة الأمريكية.